# Szakács Zsuzsa
Szakács Zsuzsa  filmszínésznő, modell, a Márka üdítő reklámplakát arca. Poliglott (többnyelvű) személy, kiválóan beszél németül, olaszul és franciául.

## Élete
Az 1970-es évek végén a Márka üdítő plakátjával vált ismertté. Fotói rendszeresen megjelentek, címlapokon is feltűnt, sikeres modell volt. Manöken szeretett volna lenni, de alacsonyabb volt a követelménynél, ezért csak fotómodell, tévéreklám és néhány filmszerep jutott a számára. Stockholmból egy úr felfigyelt rá, akivel össze is házasodtak. A külföldi divatcégek nem mérték centiméterekkel az alkalmasságot, jó mozgású lányokat kerestek.  Először az Egyesült Arab Emirátusokban mutatott be a Cloé cégnek, majd a Balqis modellháznak, amelyik a dúsgazdag arab országokban is az egyik legdrágábbnak számít. Járta az öt földrészt, hol üzleti vacsorák háziasszonya, hol dobogón suhanó modell volt.
A „Rólad van szó" ifjúsági tévéműsorban rendszeresen szerepelt, ahol felfigyeltek rá. A Veri az ördög a feleségét című filmhez kerestek szereplőt – 1977-ben bemutatott színes, magyar filmszatíra, András Ferenc rendezésében –, rá esett a választás. Huszonkét évesen főszereplő lett, Vetró Ritát alakította, egy elkényeztetett lányt, aki vezérigazgató papájából remekül él.
Játszott az Abigél című négyrészes tévéfilmben, de epizódszerepe több is volt.
Kertész Marit alakította Dárday István Három nővér filmjében, főszereplőként.